# 莎车国
莎车國，古代西域绿洲国家-莎车王国之地。在今中国新疆维吾尔自治区莎车县。
汉朝时一度强盛，三国時代史書《魏略》西戎传记载疏勒国吞并了楨中国，莎車国，竭石国，渠沙国，西夜国，依耐国，満犁国，億若国，榆令国，損毒国，休脩国，琴国。北魏時代，莎車国称为渠莎国，都旧莎車城，在子合国西北。後为疏勒国所属，莎車国不再出現。

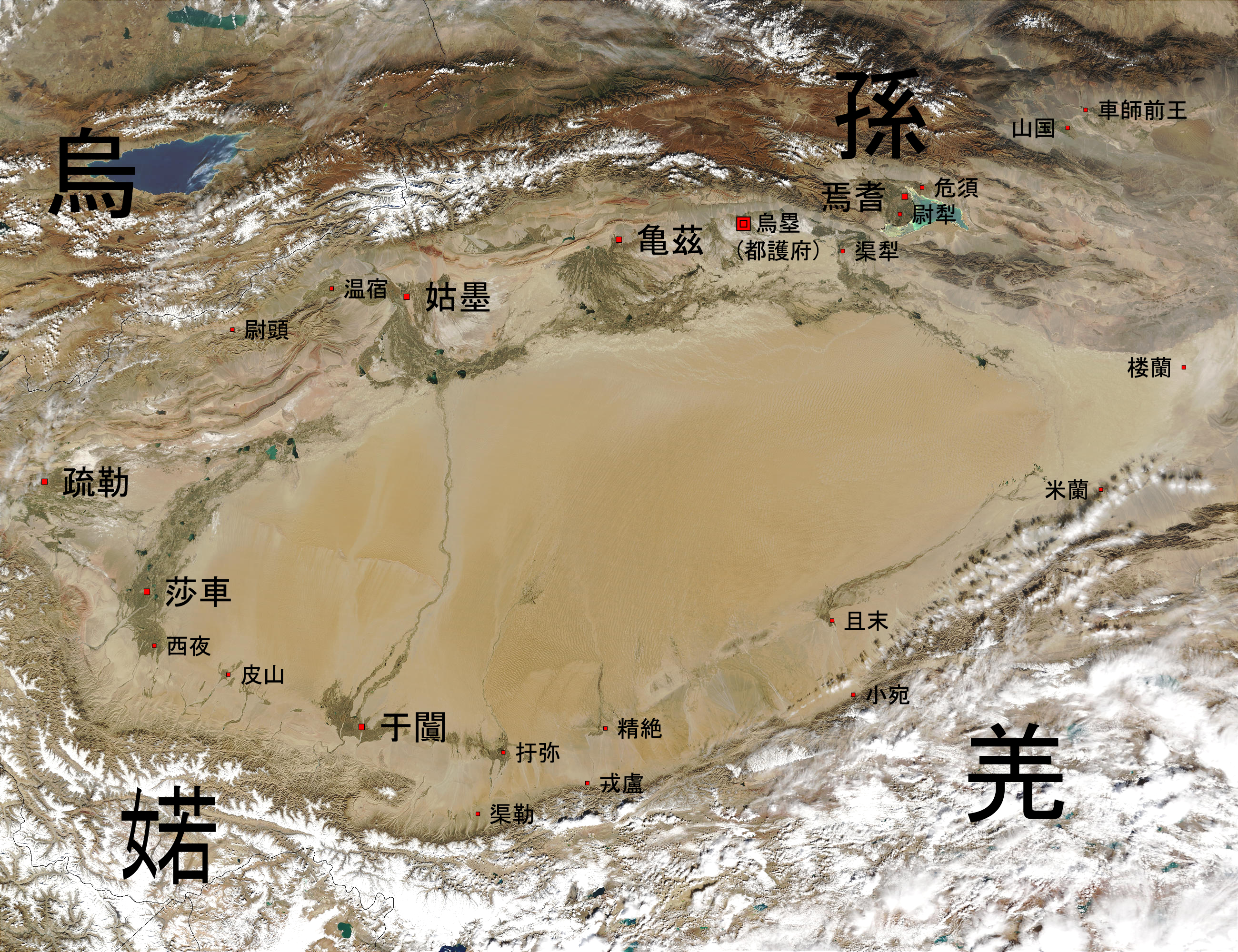
莎车位置

## 读音辨析
“莎”、“车”二字均存在异读。关于“莎”字，在诸官话方言中“ua”韵在平舌音“s”前高化为“uo”，并形成传承音“suō”，而在古时一次有边读边行为使拟音“shā”成为常用音，留下中古同音字“梭”、“蓑”、“莏”、“趖”及异体字“𢘿”继续读“suō”。关于“車”字，則在中古時期已有不同聲母，即聲母「k」腭化為「q」，演進到現代官話后翹化為「ch」，而另一個音則保留了古音「g」並在官話中腭化為「j」。
目前，在讀“莎車縣”時，常俗讀為常見音「Shāchē」，在韻母上更接近上古部落自稱；在讀“莎車”（古國）時，則跟從學界將其讀為「Suōjū」，使其不僅在聲母上更接近上古部落自稱「Sa(i) ga（漢語拼音）」，還可依據音韻學規律推導出古音原音。這種同詞異讀造成了一定的混亂。

## 莎车王世系
- 莎车(前66-89)
  - 万年 	(1) 	乙卯 	前66
  - 呼屠徵 	(2) 	丙辰 	前65-前64
  - 忠武王(延) 	(10) 	己巳 	9
  - 宣成王(康) 	(16) 	己亥 	19
  - 贤 	(30) 	癸巳 	33
  - 不居徵 	(1) 	壬戌 	62
  - 齐黎 	(27) 	壬戌 	62

## 关連項目
- 烏孫
- 于闐
- 焉耆
- 龟兹
- 康居
- 姑墨
- 西域
- 車師
- 疏勒
- 大宛
- 大夏
- 大月氏
- 楼蘭

## 延伸阅读
[在维基数据编辑]
 《欽定古今圖書集成·方輿彙編·邊裔典·莎車部》，出自陈梦雷《古今圖書集成》